# Zbigniew Miller
Zbigniew Miller (ur. 5 lutego 1905, zm. 29 listopada 1985) – polski szachista, dziennikarz, działacz i sędzia szachowy.
W szachy grał od siódmego roku życia. Do 1939 r. należał do szerokiej czołówki polskich szachistów, występował w turniejach razem z Dawidem Przepiórką i Mieczysławem Najdorfem, był również brany po uwagę jako kandydat do drużyny olimpijskiej. Posiadał tytuł mistrza. W 1948 r. wystąpił w finale mistrzostw Polski, rozegranym w Krakowie, w którym zajął XIX miejsce.
W historii polskich szachów zapisał się jako działacz i dziennikarz. W latach 1946–1947 oraz 1952–1954 pełnił funkcję Prezesa Polskiego Związku Szachowego. W 1952 r. był kapitanem polskiej drużyny na szachowej olimpiadzie w Helsinkach oraz delegatem na Kongresie FIDE. W 1954 r. przetłumaczył na język polski książkę Paula Keresa Teoria debiutów szachowych. Od 1947 r. był stałym współpracownikiem miesięcznika Szachy, w którym prowadził Kącik sędziowski. W 1956 r. otrzymał tytuł sędziego klasy międzynarodowej.
Za swoje zasługi odznaczony został Złotym Krzyżem Zasługi oraz Medalem 10-lecia Polski Ludowej.